# Otrokovice
Otrokovice (deutsch Otrokowitz, älter auch Ottokowitz) ist eine Industriestadt in Tschechien. Sie liegt zehn Kilometer westlich von Zlín an der Einmündung der Mojena und Dřevnice in die March und gehört zum Bezirk Zlín.

## Geographie
Die Stadt befindet sich nordöstlich des Marsgebirges bzw. nordwestlich des Wisowitzer Berglandes am Übergang zwischen Mährischer Slowakei, Mährischer Walachei und Hanna.
Durch Otrokovice führt die Staatsstraße 55 zwischen Přerov und Napajedla, von der im Ort die 49 nach Zlín abzweigt. Am nördlichen Stadtrand liegt das Erholungsgebiet Štěrkoviště.
Nachbarorte sind Skály, Tlumačov, Terezov und Machová im Norden, Sazovice und Lhotka im Nordosten, Tečovice und Malenovice im Osten, Kvítkovice und Oldřichovice im Südosten, Pohořelice und Napajedla im Süden, Žlutava und Bělov im Westen sowie Kvasice im Nordwesten.

## Geschichte

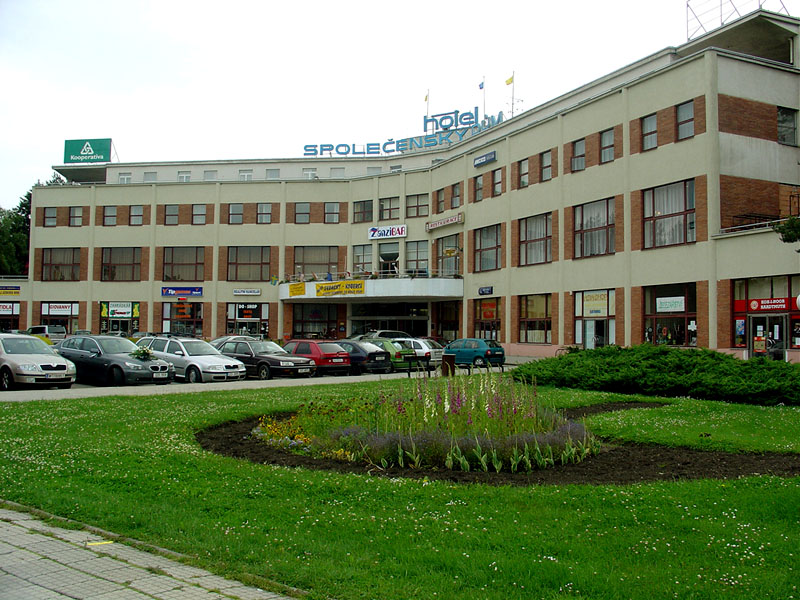
Stadtzentrum von Otrokovice

Otrokovice wurde 1141 in einer Besitzurkunde des Olmützer Bischofs Heinrich Zdik erstmals schriftlich erwähnt. In der Mitte des 14. Jahrhunderts ging der Ort an weltliche Besitzer über und wurde Teil der Herrschaft Malenovice. 1570 wurde in Otrokovice ein eigener Herrschaftssitz gegründet und vier Jahre später erfolgte der Bau einer Feste.
Als Johann von Rottal 1649 Otrokovice erwarb und mit der Herrschaft Napajedl vereinte, wurde die Feste aufgegeben und um 1667 zu einem Schloss umgebaut. 1767 erfolgte der Umbau der Anlage zu einem Speicher. Nach den Rottalern folgten die Kobenzl, die Grafen von Fünfkirchen sowie die Grafen von Stockau. Am 18. Juli 1841 verkehrte der erste Zug der Kaiser-Ferdinand-Nordbahn zwischen Lundenburg und Prerau an Otrokowitz vorbei, einen Bahnhalt erhielt der Ort 1882.
1843 hatte der Ort 804 Einwohner und bestand aus 132 Häusern. In Kvítkovice standen zu dieser Zeit 55 Häuser, in denen 363 Menschen lebten. In beiden Dörfern stellte die Landwirtschaft die Lebensgrundlage dar. 1845 entstand auf dem Hof Terezov eine Brennerei.
Nach der Ablösung der Patrimonialherrschaften wurde Otrokowitz 1848 zur selbstständigen Gemeinde.
Nachdem Aristides Baltazzi und seine Frau Marie geborene Gräfin Stockau 1886 in Napajedl eine Hengstzucht errichtet hatten, diente ihr Großgrundbesitz in Otrokowitz vor allem als Weidefläche für die wertvollen Tiere.
1899 entstand die Kapelle der Hl. Anna. Im selben Jahr wurde die private Lokalbahn Otrokowitz–Zlin–Wisowitz eingeweiht, die 1906 in Staatsbesitz überging.
Wegen regelmäßiger Hochwasserschäden wurden 1906 die Flussläufe der March und Dřevnice zwischen Bělov, Otrokovice und Napajedla reguliert.
Zu Beginn des 20. Jahrhunderts siedelten sich in dem früheren Bauerndorf zunehmend Handwerker an. Die gute Verkehrslage am Knoten zweier frequentierter Eisenbahnstrecken führte zur Ansiedlung von Industrie. 1930 erwarb der Zlíner Schuhfabrikant Tomáš Baťa von Marie Baltazzi das Sumpfgebiet zwischen March und Dřevnice. Baťa ließ vom jenseits der March im Marsgebirge gelegenen Hügel Tresny Erdreich auf den Morastboden aufschwemmen und erhöhte dessen Niveau um einen bis vier Meter. Auf dem einstigen Sumpfland wurde das Industriegebiet Baťov angelegt, in dem Zweigwerke des Baťa-Unternehmens und der Flugzeughersteller Zlín ihren Platz fanden. Neben dem Gewerbegebiet entstand nach den Plänen der Architekten František Lydie Gahura und Vladimír Karfík eine Siedlung für die Beschäftigten. Tomáš Baťa erlebte die Vollendung nicht mehr, er starb 1932 in Baťov beim Absturz seines Flugzeuges. Zentrum der Siedlung Baťov wurde das zwischen 1933 und 1936 errichtete Gemeinschaftshaus mit dem Grundriss eines dreiflügeligen Propellers. Bis zum Jahre 1938 wuchs die Einwohnerzahl auf ca. 8000 an.
1960 wurde Kvítkovice eingemeindet und 1964 erhielt Otrokovice Stadtrechte. Ab 1966 erfolgte der Aufbau des Reifenwerks Barum, das 1972 die Produktion aufnahm und heute als Continental-Barum firmiert. Dadurch setzte ein erneuter Aufschwung der Stadt ein, deren Einwohnerzahl bis 1990 die 20.000 überschritt. In den 1970er- und 1980er-Jahren erfolgte ein Stadtumbau und die Errichtung von Neubaublöcken als Stadtzentrum an Stelle des alten Dorfs Otrokovice. Dabei ging sämtliche alte Bausubstanz verloren.
Nach 1990 begann eine architektonische Umgestaltung der gleichförmigen Plattenbauten im Stadtzentrum. 1995 wurde die neue St. Adalbertskirche geweiht und 1997 das Kulturzentrum Otrokovická Beseda.

## Ortsgliederung

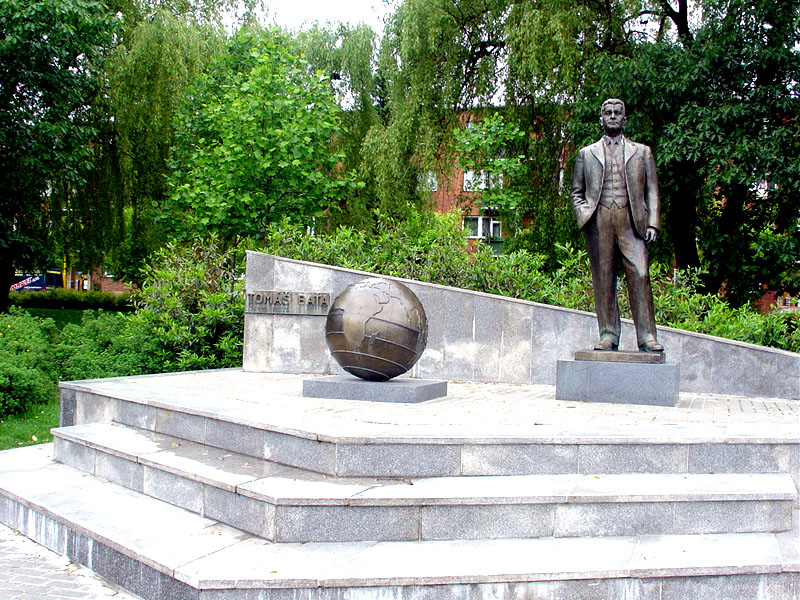
Statue von Tomáš Baťa in Otrokovice

Die Stadt Otrokovice besteht aus den Ortsteilen Kvítkovice (Kwitkowitz) und Otrokovice (Otrokowitz). Zur Stadt gehört auch die Ortslage Bahňák, die früher den Namen Baťov trug.

## Sehenswürdigkeiten
- ehemaliges Gemeinschaftshaus, heute Hotel
- Kirche St. Adalbert, geweiht 1995
- Denkmal für Tomáš Baťa im Park

## Industrie
Das Reifenwerk Barum, eine Tochterfirma der Continental AG aus Hannover, ist größter Arbeitgeber in Otrokovice.

## Persönlichkeiten
- Pavel Svojanovský (1943–2024), Ruderer